# Schizoceratomyia malleri
Schizoceratomyia malleri är en tvåvingeart som först beskrevs av Charles Howard Curran 1947.  Schizoceratomyia malleri ingår i släktet Schizoceratomyia och familjen blomflugor. Inga underarter finns listade i Catalogue of Life.